# Indische Oceaandipool
De Indische Oceaandipool (IOD) of Dipool van de Indische Oceaan, ook wel de Indische of Indiase Niño genoemd, is een onregelmatige schommeling of oscillatie van zee-oppervlaktetemperaturen (Engels Sea Surface Temperature of SST, en dan SST-anomalie). Hierbij wordt de westelijke Indische Oceaan afwisselend warmer (positieve fase) en koeler (negatieve fase) dan het oostelijke deel van de oceaan. De warmere, positieve fase gaat gepaard met heviger neerslag in het westelijk deel, en meer droogte in landen die grenzen aan het oostelijk deel van de oceaan, zoals Indonesië en Australië. 

## Natuurkundige beschrijving

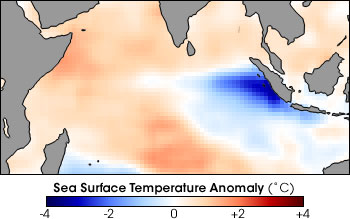
Zeewater rond de Mentawai-eilanden 4°C koeler dan normaal tijdens de Indische Oceaandipool in november 1997. Ongewoon sterke oostenwinden stuwen warm oppervlaktewater naar Afrika, waardoor koud water opwelt langs de Sumatraanse kust (afbeelding gebaseerd op gegevens uit de IRI/LDEO Climate Data Library).

De temperatuur van het water van de oostelijke Indische Oceaan is afwisselend hoger en lager dan dat van het westelijke deel. Dit temperatuursverschil wordt dipool genoemd. Is de temperatuur in het westen hoger, dan is de Indische Oceaandipool positief, in het omgekeerde geval is deze negatief. Wanneer het verschil in de overgangsfase nul is, is de Indische Oceaandipool neutraal.
De Indische Oceaandipool werd voor het eerst beschreven in 1999. Gemiddeld vinden er vier positieve IOD-gebeurtenissen plaats over een periode van 30 jaar, waarbij elke gebeurtenis ongeveer zes maanden duurt. Er zijn echter 12 positieve IOD's geweest sinds 1980, en geen negatieve stromingen sedert 1992, met een sterk negatieve IOD eind 2010. Opeenvolgende positieve IOD-gebeurtenissen zijn uiterst zeldzaam, met slechts twee van deze gebeurtenissen, namelijk 1913-1914, en de drie IOD’s van 2006 tot 2008 die voorafgingen aan de Black Saturday bushfires, een reeks intense natuurbranden in Australië in 2009.

## Invloed op het klimaat
Het fenomeen beïnvloedt de sterkte van de moessons over het Indische subcontinent. Een significante positieve Indische Oceaandipool werd vastgesteld in 1997-98, en een volgende in 2006. Het verband tussen de Indische Oceaandipool enerzijds, en het moessonklimaat en de neerslag of droogte in onder meer Australië anderzijds, is in verschillende studies aangetoond.
Hoger temperaturen van het water in het westen leiden daar tot meer regenval. De lagere temperaturen in het oosten leiden juist tot meer droogte. In 2019 was de Indische Oceaandipool het meest positief sinds 60 jaar waardoor er in oostelijk Afrika meer dan gemiddelde regenval was met veel overstromingen en in Zuidoost-Azië en Australië meer droogte. Bij recordhoge temperaturen waren er in Australië extreem veel bosbranden.
Uit onderzoek van koralen blijkt dat het fenomeen in de twintigste eeuw sterker is geworden. Aan de andere kant van de Indische Oceaan zou de Indische Oceaandipool verantwoordelijk zijn geweest voor klimaatverstoringen in delen van Oost-Afrika: extreme droogte in 2017, overvloedige regens in 2019. Wetenschappers verwachten dat door toename van CO2 in de lucht het effect van de dipool op weer en klimaat in de toekomst zal toenemen.
De dipool is een aspect van de algemene cyclus van het mondiale klimaat, die in wisselwerking treedt met soortgelijke verschijnselen zoals de El Niño– Zuidelijke Oscillatie (ENSO) in de Stille Oceaan. Een verband werd in 2018 vastgesteld tussen de Indische Oceaandipool en de El Niño/La Niña fenomenen. Meer bepaald zouden zogenoemde “Super El Niños” ontstaan door de wisselwerking van de El Niño met een positieve Indische Oceaandipool.